# Malvina Schnorr von Carolsfeld

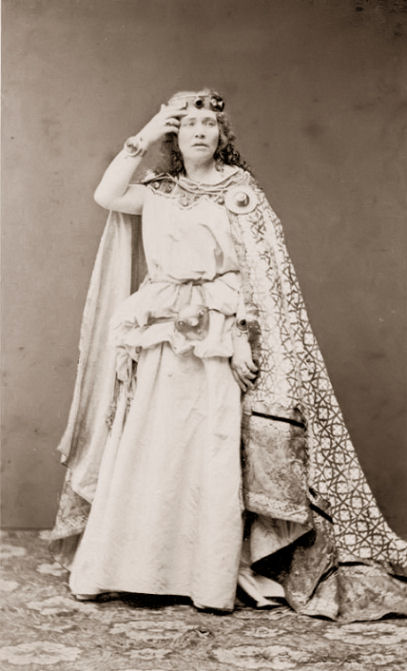
Malvina Schnorr von Carolsfeld

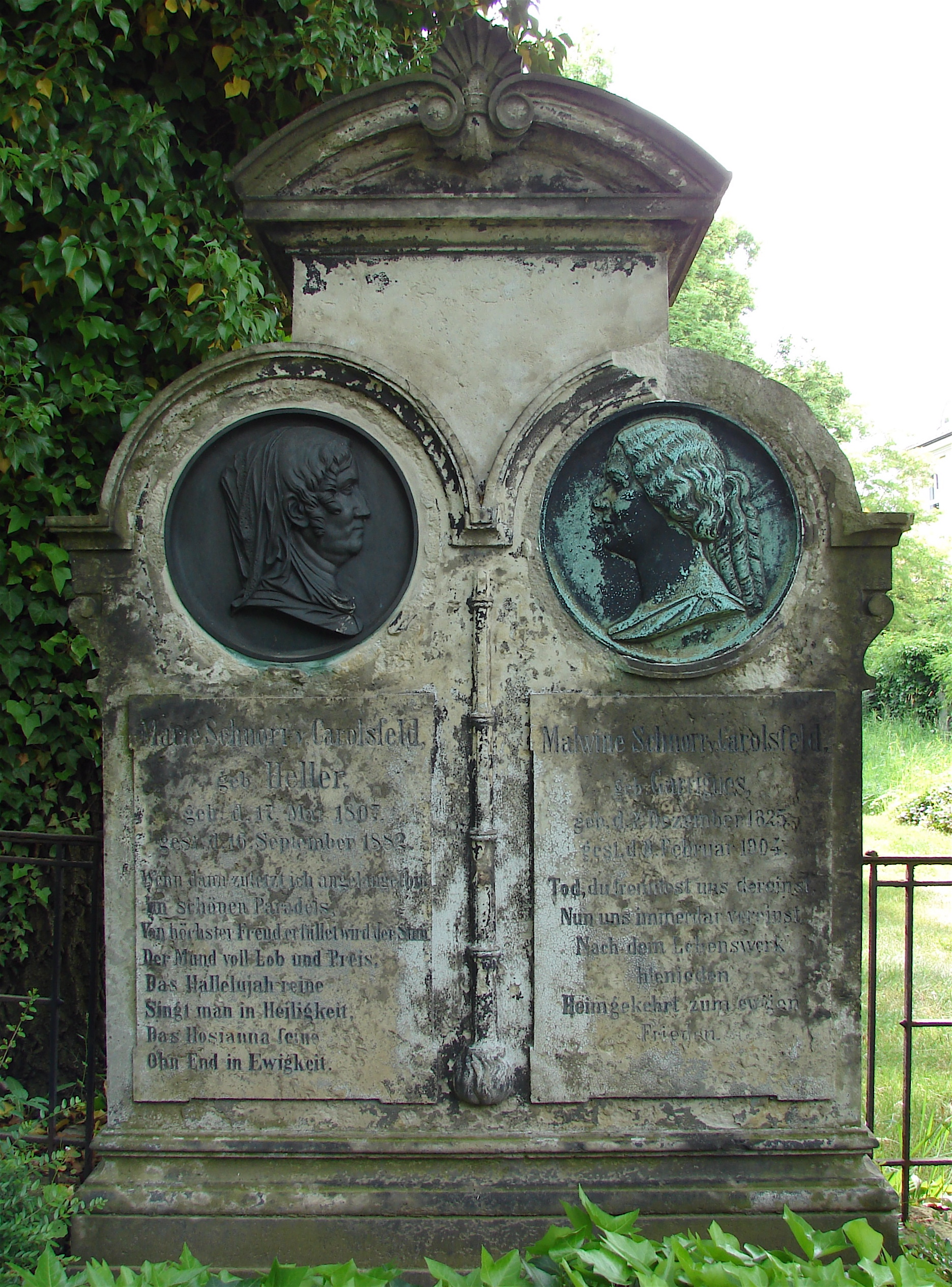
Làpida per a la parella de cantants al cementiri Old Annen de Dresden

Malvina Schnorr von Carolsfeld (Eugenia Malvina Garrigues) (Copenhaguen, Dinamarca, 7 de desembre de 1825 - Karlsruhe, Alemanya, 8 de febrer de 1904) va ser una soprano danesa casada amb el tenor Ludwig Schnorr von Carolsfeld. Hom la considera la primera soprano dramàtica wagneriana, per a la qual va crear el paper d'Isolda a Tristany i Isolda.
D'ascendència francesa i portuguesa (era filla del cònsol portuguès a Dinamarca), a París va ser pupil·la del cèlebre Manuel Vicente García i va debutar en l'òpera Robert le diable de Meyerbeer el 1841 a Breslau, on va cantar entre 1841 i 1849.
A Karlsruhe va conèixer al Heldentenor Ludwig Schnorr von Carolsfeld amb qui es va casar el 1860, mudant-se tots dos a Dresden.
Després d'una audició el 1862, tots dos van ser seleccionats per Richard Wagner per a l'estrena mundial de Tristany i Isolda a Múnic el 10 de juny de 1865. Després de la mort del seu espòs als 29 anys, va entrar en depressió severa i no va poder continuar la seva carrera. Es va convertir a l'espiritualisme i en el seu desajust emocional va causar problemes a Wagner i Cosima Wagner.
Va ensenyar a Frankfurt i va escriure cançons i poemes. Va ser personificada per la soprano Gwyneth Jones en la miniserie Wagner.